# عبدالمطلب (بازیکن فوتبال)
عبدالمطلب (بنگالی: আবদুল মোতালেব؛ ح. ۱۹۵۰ – ۱ ژانویهٔ ۲۰۱۷) بازیکن و مربی فوتبال اهل بنگلادش بود.
وی همچنین در تیم‌های ملی فوتبال زیر ۲۰ سال بنگلادش و بنگلادش بازی کرده است.